# محمية بونتيولي
محمية بونتيولي (بالإنجليزية: Bontioli Reserve) هي واحدة من المحميات الثلاثة الكاملة في بوركينا فاسو، أسست في سنة 1957م وتقع في بوجوريبا وتغطي مساحة 127كم (49مم)، تقع المحمية على ارتفاع 262م فوق مستوى سطح البحر، وتُعد المحمية من المحميات التي تتمتع بتنوع بيولوجي كبير وتُمثِّل الحياة البرية في البلاد.